# 極楽湯
株式会社極楽湯（ごくらくゆ、英: GOKURAKUYU CO., LTD.）は、スーパー銭湯「極楽湯」の経営（直営・フランチャイズビジネス）を行う企業。
本項では、同社が運営する「RAKU SPA（らくスパ）」および同社の持株会社である株式会社極楽湯ホールディングスについても詳述する。

## 概説
日本国内にスーパー銭湯の「極楽湯」「RAKU SPA」を53店舗運営（2024年5月時点）しており、このうち直営店舗は28店（うち温浴施設以外1店）、フランチャイズ店舗（FC店）は10店、グループ店（祥楽の湯）1店となっている。日本国外では中華人民共和国にグループ店14店舗を運営している。
2014年8月には新業態となる「RAKU SPA 鶴見」を神奈川県にオープンしている。同系列のスーパー銭湯の店舗数としては最も多い。

## 沿革
- 1980年（昭和55年）4月 - 三洋実業株式会社として設立。
- 1984年（昭和59年）- 株式会社フォーラムに商号変更。
- 1993年（平成5年）- 別会社として株式会社自然堂を設立。
- 1996年（平成8年）- フランチャイズ店1号店（古川店）を開店。
- 1997年（平成9年）- 株式会社自然堂に商号変更。2つの「自然堂」が併存する形となる。
- 1998年（平成10年）- 直営店1号店（奈良店）を開店。
- 1999年（平成11年）4月 - 株式会社自然堂（旧・フォーラム）が株式会社自然堂（1993年設立）を吸収合併。
- 2002年（平成14年）11月 - 株式を店頭公開。
- 2006年（平成18年）7月1日 - 株式会社極楽湯に商号変更。
- 2010年（平成22年）2月 - 極楽湯とマーチャント・バンカーズ、香港のCIAM社との合弁でGokurakuyu China Limited設立。中国での温浴事業を進める[4]。
- 2013年（平成25年）2月6日 - 中国上海市に海外1号店となる「極楽湯 碧雲温泉館」オープン。
- 2014年（平成26年）8月13日 - 新業態となる「RAKU SPA 鶴見」オープン。
- 2015年（平成27年）
  - 2月17日 - 上海市に海外2号店となる「極楽湯 金沙江温泉館」オープン[5]。
  - 10月27日 - フランチャイズ店として、高尾山口駅前に「京王高尾山温泉 / 極楽湯」オープン、運営は京王グループで初の観光地への出店[6][7][8]。
- 2017年（平成29年）1月1日 - 持株会社体制に移行。株式会社極楽湯を株式会社極楽湯ホールディングスに社名変更し、事業会社の株式会社極楽湯を新たに設立[9]。
- 2019年（令和元年）7月1日 - タカチホより「湯ったり苑」の事業譲渡を受ける[10][11]。
- 2020年（令和2年）4月1日 - 株式会社エオネックスと株式会社利水社を子会社化[12]。これに伴い、エオネックスの100%子会社である株式会社湯ネックスが運営する祥楽の湯津幡店・一宮店が極楽湯グループの店舗となる[注釈 1]。翌月に利水社の全株式をエオネックスに売却するとともに、エオネックスの株式の51%をエオネックスグループの経営陣および地元企業グループへ売却し、持分法適用会社としている[13]。
- 2023年（令和5年）
  - 100%子会社として株式会社GK Marketingを設立[14]。
  - 12月31日 - 中国グループ2社（極楽湯中国控股有限公司、極楽湯（上海）沐浴股份有限公司）が連結から除外される[15]。

## 店舗
以下の店舗表記において、太字は天然温泉使用、※印はフランチャイズ店を表している。
東北地区
八戸店※、青森店、古川店※、多賀城店※、名取店※、 福島郡山店※、鷹山の湯※（山形県米沢市）、富谷店
関東地区
水戸店、宇都宮店、和光店、上尾店、柏店、千葉稲毛店、多摩センター店、横浜芹が谷店、羽生温泉
RAKU SPA 鶴見、京王高尾山温泉※、RAKU SPA 1010神田、RAKU SPA BAY 横浜、RAKU SPA Station 府中、RAKU SPA 武蔵小金井
北陸・信越地区
金沢野々市店、福井店、女池店、松崎店、槇尾店
東海地区
三島店、RAKU SPA Cafe 浜松店（旧浜松佐鳴台店を直営化し、2016年に業態変更）、豊橋店、津店 、 RAKU SPA GARDEN名古屋（愛知県名古屋市名東区）、祥楽の湯一宮店
近畿地区
彦根店、茨木店、堺泉北店、吹田店、東大阪店※、枚方店※（左記2店はソフト99コーポレーション子会社アスモがフランチャイジー）
九州地区
宮崎店※
日本国外（いずれも中華人民共和国）
碧雲温泉館（上海市）、金沙江温泉館（上海市）、金銀潭店（湖北省武漢市）、川沙温泉館（上海市）、嘉定温泉館（上海市）、博大温泉館（江蘇省無錫市）、欧亜温泉館（吉林省長春市）、宝山温泉館（上海市）、即墨温泉館（山東省青島市）、百万石温泉街（上海市）、北大湖温泉館（吉林省吉林市）、臨港温泉館（上海市）、旅籠温泉酒店（上海市）、武義温泉館（浙江省金華市）

### 温浴施設以外の店舗
- RAKU CAFE池袋[注釈 5]

### かつて存在した店舗
北海道地区
札幌美しが丘店※
さっぽろ弥生店※（2003年から北海道キヨスクが運営。再開発により建物が解体されるため2021年8月末で閉店。これで北海道からは完全撤退した。）
さっぽろ手稲店※（2005年から北海道キヨスクが運営。施設の老朽化とフランチャイズ契約の終了により2021年7月末で閉店）
東北地区
仙台泉店※（2011年3月11日に発生した東北地方太平洋沖地震（東日本大震災）の影響により休業となったが、営業を再開することなく同年5月30日をもって正式に閉店。）
仙台南店※（2016年11月30日閉店。現在は新たに「やまびこの湯」が開店。）
福島店※（開業当初は直営店で、2013年3月末をもって閉館することが発表されたが、JR東日本東北総合サービスがフランチャイジーとなり営業継続することとなった。2020年3月31日閉店。）
福島いわき店※（2023年8月31日閉店。）
関東地区
入間店※、鎌ヶ谷店※（左記2店はフランチャイズを外れ、「湯乃市」として営業）
大成店※（フランチャイズを外れ、フランチャイジーだったジェイアール東日本都市開発が「大宮大成鉄道村」として営業していたが、2012年10月31日に閉店となり、以降は「おふろcafe utatane」として営業）
取手店※（フランチャイズを外れ、「湯楽の里」として営業）
幸手店（2023年8月31日閉店）
北陸・信越地区
長岡店※（フランチャイズを外れ、「華の湯」として営業）
祥楽の湯津幡店（2024年5月20日閉店）
東海地区
浜松幸店※（2009年11月26日閉店）
近畿地区
大和橿原店（2015年5月31日閉店、のちに株式会社創裕により「橿原ぽかぽか温泉」として営業再開）
南草津店※（2020年1月31日閉店）
奈良店（フランチャイジーの破産により、2010年7月15日をもっていったん閉店したが、同年12月25日に直営店として営業再開した。その後、2021年1月11日閉店。）
尼崎店※（2024年3月31日閉店）
九州地区
香椎店※、南福岡店※、小倉店※、佐賀店※、長崎店※（左記5店はフランチャイジーのジェイアール九州メンテナンスの事業撤退により、2010年3月末閉店）、麻生田店※
温浴施設以外の店舗
RAKU CAFE門前仲町
麹町ばらく 四ツ谷店、晴海トリトンスクエア店

### 出店を中止した店舗
- 日野店（東京都日野市） - 2005年に日野市立病院跡地に出店を発表したが、2007年の渋谷温泉施設爆発事故を受け市より計画中断の要請を受ける。その後両社の合意に至らず、2009年に計画の中止が発表された[40]。
- 盛岡店（岩手県盛岡市） - 2008年に盛岡南新都市内に、ホテル1-2-3との共同出店を発表したが[41]、ホテル1-2-3の経営母体である株式会社レイコフの破産により中止となった[42]。

## その他
- 当湯では、会員カードを発行している。その会員カードは、当初発行店でしか利用できなかったが、2007年頃から全店利用可能となった。ただし、旧カードを持っている場合は、会員カードの変更が必要である。もちろん、会員カードがなくても利用できる。なお、会員カードを利用すると、入浴料金の割引がある。（店舗によっては入浴料金の変わらないところもある）また、会員カードを利用すると貸しタオルや館内の食事料金の割引もある。なお、直営店での会員制度は2019年9月30日をもって終了した[43]。
- 浜松幸店と浜松佐鳴台店のフランチャイジーであった長野興産（後のアライブ）が、メーターを迂回する配管により一部下水道料金を免れていたことが2010年2月に公表された[44]。これを受け極楽湯は浜松佐鳴台店を直轄管理し信頼回復のための指導をすると発表した[45]。
- 2013年、尼崎店・東大阪店・吹田店の3店舗において、下水道料金の算出根拠となる水道メーターにバイパス工事を施行し、下水道料金計約1億円を免れていたことが発覚[46]。店舗が所在する各自治体は、今後同社に対し延滞金を含めた額を請求する方針である。